# جنس الملائكة (فلم)
جنس الملائكة (بالإسبانية: El Sexo de los Ángeles) هو فيلم جنسي إسباني تم إنتاجه في سنة 2012 وهو من بطولة ألفارو سيرفانتيس وأستريد بيرجيس فريسبي و يورينج غونزاليس.

## القصة
تتكلم قصة الفيلم عن علاقة ثلاثية بين 3 طلاب جامعات ومغامرات علاقتهم معاً.

## البطولة
- الفارو سرفانتس بدور راي
- أستريد بيرجيس فريسبي بدور كارلا
- يورينج غونزاليس بدور برونو
- لويزا كاستيل بدور والدة كارلا
- مارك غارسيا كوتي بدور أدريان
- ريكارد فار بدور أوسكار
- سونيا مينديز بدور مارتا
- جولييتا ماروكو بدور ماريا
- مارك بوسيلو بدور داني

## روابط خارجية
- مقالات تستعمل روابط فنية بلا صلة مع ويكي بيانات